# Odiniidae
Gli Odiniidae Hendel, 1920, sono una piccola famiglia di insetti dell'ordine dei Ditteri (Brachycera: Cyclorrhapha: Acalyptratae). Comprende circa 60 specie distribuite in tutti i continenti. Le forme conosciute sono associate ad alberi in stato di deperimento in ambienti forestali.

## Descrizione

### Adulto
Gli adulti sono di piccole dimensioni, con corpo robusto, lungo 2-6 mm e livrea di colore grigiastro, sovente con macchie o bane brune sulle ali e sull'addome e con antenne e zampe giallastre. Il tegumento è ricoperto da un fitto tomento, che conferisce alla livrea un'apparenza pruinosa, ed è diffusamente cosparso di setole marcatamente lunghe e robuste sul capo, sul torace, sull'addome e sulle zampe.
Il capo è largo quanto il torace, con fronte ampia e chetotassi caratterizzata dalla presenza di setole lunghe e robuste. Sono presenti tre paia di setole fronto-orbitali, il primo paio più o meno inclinato verso l'interno, le due paia superiori reclinate; setole ocellari lunghe e robuste, dirette in avanti, verticali anch'esse lunghe e robuste, postocellari robuste e divergenti ma meno sviluppate rispetto alle altre. Nella parte inferiore del capo sono presenti due vibrisse lunghe e robuste, due paia di setole sottovibrissali e una serie di setole postgenuali brevi ma robuste. Le antenne sono brevi, in genere di colore giallastro, con scapo breve, pedicello provvisto di una setola dorsale, arista più o meno lunga e setolosa. L'apparato boccale comprende palpi mascellari grandi e appiattiti, labbro inferiore breve, con labella ben sviluppati.
Il torace è di colore grigio o bruno, in genere alternato a colori più scuri in corrispondenza di bande oppure di macchie alla base delle setole, con scuto ampio, corto e poco convesso. La chetotassi comprende un paio di setole acrosticali prescutellari, quattro paia di setole dorsocentrali, tutte postsuturali o con il paio anteriore presuturale, uno o tre paia di setole omerali, due paia di setole notopleurali, un paio di sopralari, uno o più paia di infralari, due paia di postalari, due paia di setole scutellari. La chetotassi delle pleure è eterogenea: in generale sono presenti un paio di setole sul proepisterno, 2-4 o più setole sul episterno dorsale. Il proepimero è privo di setole nelle specie paleartiche e l'episterno ventrale presenta setole solo nel genere Neoalticomerus.
Le zampe sono brevi e robuste, con femori e tibie ingrossate, in particolare nei maschi del genere Odinia. Chetotassi delle zampe complessa, con femori e tibie coperte da setole diffuse o allineate e con tarsi densamente pubescenti. Le tibie sono in genere gialle e chiare, con due bande brune.
Le ali sono relativamente brevi e larghe, con alula e lobo anale moderatamente pronunciati e con membrana ialina, recante in generale macchie scure zonali: una macchia è in genere presente in corrispondenza della terminazione di R1, ma spesso sono presenti altre macchie lungo le nervature trasversali della zona mediana (radio-mediale e medio-cubitali) o, a volte estese a tutta la superficie (es. Traginops). Nervatura robusta nei tratti basali, più sottile in quelli distali. La costa si estende sull'intero margine, fino alla terminazione di R4+5 o di M1+2, e presenta una frattura subcostale. La subcosta è sottile e incompleta nel tratto distale. La radio ha la conformazione tipica della generalità degli Opomyzoidea, con R1 breve e terminante entro il terzo basale, settore radiale breve, R2+3 e R4+5 lunghe e terminanti rispettivamente prima e in corrispondenza dell'apice dell'ala. Media indivisa, cubito divisa in due rami, con CuA1 completa e raggiungente il margine posteriore e CuA2 breve e convessa, terminante sull'anale. Vena A1+CuA2 sviluppata ma incompleta. La vena radio-mediale e la medio-cubitale basale sono sempre presenti. La medio-cubitale distale è assente o ridotta ad un breve ramo cieco della media nel genere Turanodinia e in alcune Opetia, è invece completa nel resto della famiglia. Cellula basale br ben sviluppata, estesa fino alla metà della discale, quest'ultima più o meno chiusa in subordine allo sviluppo della medio-cubitale discale. Seconda basale e cup piccole ma ben delimitate, con cellula cup ad apice convesso.
| Tipo Traginops | Tipo Turanodinia |
| Schema della nervatura alare: a sinistra, nervatura tipica, con cellula discale chiusa, costa estesa fino a R4+5 o M1+2; a destra, nervatura del genere Turanodinia e di alcune Odinia, con vena medio-cubitale discale incompleta o assente e costa generalmente estesa fino a R4+5. Legenda: Fratture costali: sb: frattura subcostale. Nervature longitudinali: C: costa; Sc: subcosta; R: radio; M: media; Cu: cubito; A: anale. Nervature trasversali: h: omerale; r-m: radio-mediale; bm-cu: medio-cubitale basale; dm-cu: medio-cubitale discale. Cellule: dm: discale; br: 1ª basale; bm: 2ª basale; cup: cellula cup. |                  |

L'addome è breve e largo, composto da cinque uriti apparenti, di colore grigio alternato al bruno. Uriti genitali asimmetrici nel maschio, trasformati in un ovopositore di sostituzione telescopico nella femmina.

### Stadi giovanili
La larva è apoda e microcefala, biancastra, lunga in genere 3–8 mm, secondo la specie, con capsula cefalica stretta e allungata e corpo di forma subcilindrica, affusolata ai due estremi. I segmenti addominali, esclusi il primo e l'ultimo, presentano protuberanze ventrali, assimilabili a pseudozampe, con 3-4 serie trasversali di spinule.
Il pupario è di colore variabile dal giallo al bruno, secondo il genere, ha una forma a barilotto, ma leggermente appiattito in senso dorso-ventrale nel genere Turanodinia.

## Biologia
Le larve si rivengono sotto la corteccia degli alberi, generalmente latifoglie decidue, spesso come commensali o predatori di coleotteri, ditteri e lepidotteri xilofagi. Il loro comportamento non è ben conosciuto e si ritiene che il regime dietetico vari durante lo sviluppo larvale: le larve giovani sarebbero saprofaghe e micetofaghe, quelle più grandi sarebbero invece predatrici a spese di pupe e larve. Occasionalmente è stato riscontrato anche il cannibalismo.
Gli adulti non sono mai visibili in gruppi numerosi. Frequentano habitat forestali a varie altitudini, in ecosistemi in buon stato di conservazione, oppure si rivengono ai margini delle foreste e lungo i corsi d'acqua. Gli adulti della specie Odinia boletina si rinvengono generalmente sui corpi fruttiferi del Fomes fomentarius, quelli di altre specie sono frequenti sul legno deteriorato di alberi in stato di deperimento, attaccati dai funghi. Sono buoni volatori ed abili corridori.

## Filogenesi
La storia della tassonomia degli Odiniidae è strettamente associata a quella degli Agromyzidae, famiglia in cui gli Odiniidae erano originariamente inseriti fino alla separazione proposta da Hendel. Già negli anni sessanta, Hennig ipotizzava una relazione filogenetica fra le due famiglie e Spencer (1969) individuava una stretta affinità in base alla morfologia degli uriti genitali del maschio. Griffiths (1972) mise invece gli Odiniidae in relazione con altri gruppi che attualmente trovano collocazione nei Carnoidea e negli Sphaeroceroidea. Hennig (1973) ripropose invece la relazione con gli Agromyzidae, raggruppando le due famiglie nella superfamiglia degli Agromyzoidea, basandosi sulla chetotassi e altri caratteri morfologici del capo, sulla frattura della costa, sul numero di spermateche dell'apparato genitale femminile.
McAlpine (1989) concordava sostanzialmente con gli orientamenti di Hennig e Spencer, pur articolando la suddivisione degli Acalyptratae in modo differente: l'Autore ha infatti definito un raggruppamento più ampio, a livello di superfamiglia, quello degli Opomyzoidea, nel cui albero filogenetico trova collocazione un gruppo di famiglie, composto dagli Odiniidae, dagli Agromyzidae e dai Fergusoninidae, e da esso denominato Agromyzoinea. Nell'ambito degli Agromyzoinea individua 11 autapomorfie, aggiungendo ai caratteri considerati da Hennig anche alcuni caratteri morfoanatomici dell'apparato genitale maschile. Le relazioni interne al clade degli Agromyzoinea sono definite, da McAlpine, collocando Gli Odiniidae come linea parallela al clade Fergusoninidae + Agromyzidae, la cui affinità sarebbe perciò più stretta. Nel complesso, gli Agromyzoinea si posizionano come clade intermedio fra la linea Clusiidae+Acartophthalmidae (Clusioinea) e il resto degli Opomyzoidea:
| Opomyzoinea | Opomyzidae+Anthomyzidae    |
|             | Opomyzidae+Anthomyzidae    |
|             | Astenioinea (sei famiglie) |
|             |                            |

|  | Fergusoninidae+Agromyzidae |
|  |                            |
|  | Odiniidae                  |
|  |                            |

| Opomyzoinea | Opomyzidae+Anthomyzidae    |
|             | Opomyzidae+Anthomyzidae    |
|             | Astenioinea (sei famiglie) |
|             |                            |

|  | Fergusoninidae+Agromyzidae |
|  |                            |
|  | Odiniidae                  |
|  |                            |

| Opomyzoinea | Opomyzidae+Anthomyzidae    |
|             | Opomyzidae+Anthomyzidae    |
|             | Astenioinea (sei famiglie) |
|             |                            |

|  | Fergusoninidae+Agromyzidae |
|  |                            |
|  | Odiniidae                  |
|  |                            |

| Opomyzoinea | Opomyzidae+Anthomyzidae    |
|             | Opomyzidae+Anthomyzidae    |
|             | Astenioinea (sei famiglie) |
|             |                            |

|  | Fergusoninidae+Agromyzidae |
|  |                            |
|  | Odiniidae                  |
|  |                            |

Gli Odiniidae sono considerati, da McAlpine, un clade monofiletico in base alla presenza di setole preapicali dorsali in almeno un paio di tibie, alla presenza di numerose setole sull'episterno dorsale e all'assenza dell'apodema eiaculatorio nel maschio. All'interno della famiglia ipotizza la natura monofiletica delle due sottofamiglie in cui tradizionalmente si suddividono gli Odiniidae.

## Tassonomia
Allo stato attuale, la famiglia degli Odiniidae comprende poco più di 60 specie, ripartite tra 14 generi in due sottofamiglie; il quadro risultante, alla luce dei nuovi aggiornamenti, sarebbe il seguente:
- Sottofamiglia Odiniinae. Comprende quattro generi esistenti:
  - Afrodinia Cogan, 1975: due specie
  - Neoalticomerus Hendel, 1903: due specie
  - Odinia Robineau-Desvoidy, 1830 (=Alticomerus): 26 specie
  - Turanodinia Stackelberg, 1944: quattro specie
- Sottofamiglia Traginopinae. Comprende 10 generi esistenti:
  - Coganodinia Gaimari & Mathis, 2008: una specie
  - Helgreelia Gaimari, 2007: tre specie
  - Lopesiodinia Prado, 1973: due specie
  - Neoschildomyia Gaimari, 2007: una specie
  - Neotraginops Prado, 1973: una specie
  - Paratraginops Hendel, 1917: tre specie
  - Pradomyia Gaimari, 2007: una specie
  - Schildomyia Malloch, 1926: undici specie
  - Shewellia Hennig, 1969: una specie
  - Traginops Coquillett, 1900: sei specie

La suddivisione tassonomica degli Odiniidae è in pieno corso di revisione: fino agli anni novanta erano descritti 10 generi, ma secondo Papp (1998) è incerta la sistematica dei generi Turanodinia (in corso di revisione) e Onidia, quest'ultimo comprendente un elevato numero di specie rispetto agli altri. Negli ultimi anni sono state descritte nuove specie con la definizione di tre nuovi generi (Gaimari, 2007); inoltre, Gaimari & Mathis, in un lavoro che sarà pubblicato nel numero 12 di Myia, rivista ufficiale della North American Dipterists Society, hanno revisionato il genere Turanodinia risolvendo le incongruenze già segnalate da Papp. Gli Autori spostano la specie afrotropicale Turanodinia cornesi Cogan, 1975, nel nuovo genere Goganodinia e collocano quest'ultimo nella sottofamiglia Traginopinae.
La sottofamiglia Odiniinae include anche il genere estinto Protodinia Hennig, 1965, comprendente l'unica specie fossile Protodinia electrica Hennig, 1965, ritrovata nell'ambra baltica e datata perciò tra la fine dell'Eocene e l'inizio dell'Oligocene. Un altro fossile, più recente, è stato ritrovato nell'ambra dominicana (Miocene); attribuita da Grimaldi (1995) al genere Odinia, questa specie non è stata classificata.

## Distribuzione
Nonostante il limitato numero di specie, gli Odiniidae sono ampiamente distribuiti sulla Terra. Una sintesi della distribuzione nelle varie regioni zoogeografiche è riportata nella seguente tabella
|                | AF | AU | NE | NT | OR | PA | Altre distribuzioni                          |
| -------------- | -- | -- | -- | -- | -- | -- | -------------------------------------------- |
| Afrodinia      | 2  |    |    |    |    |    |                                              |
| Coganodinia    | 1  |    |    |    |    |    |                                              |
| Helgreelia     |    |    |    | 3  |    |    |                                              |
| Lopesiodinia   |    |    |    | 2  |    |    |                                              |
| Neoalticomerus |    |    | 1  |    |    | 1  |                                              |
| Neoschildomyia |    |    |    | 1  |    |    |                                              |
| Neotraginops   |    |    |    | 1  |    |    |                                              |
| Odinia         | 2  | ?  | 3  | 5  | 2  | 10 | 3 specie oloartiche, 1 neartica-neotropicale |
| Paratraginops  | 1  |    |    | 1  |    |    |                                              |
| Pradomyia      |    |    |    | 1  |    |    |                                              |
| Schildomyia    |    |    |    | 9  |    | 2  |                                              |
| Shewellia      |    |    |    | 1  |    |    |                                              |
| Traginops      | 2  | ?  | 2  |    |    | 1  | 1 specie paleartica-orientale                |
| Turanodinia    |    |    |    |    |    | 4  |                                              |

Informazioni contrastanti si hanno in merito alla distribuzione del genere Traginops: McAlpine (1987) non riporta la presenza di questo genere nel Paleartico e cita invece la presenza nel Neotropico; al contrario, Papp (1989) cita la presenza della specie Traginops orientalis nel Paleartico orientale, segnalata da Krivosheina (1984) in Siberia, Cina e Giappone, mentre riporta l'assenza del Neotropico a seguito dello spostamento in Neotraginops e Paratraginops delle due specie neotropicali, effettuato da Prado (1973).
La presenza nella ecozona australasiana fa riferimento ad esemplari raccolti in Australia. Questi ditteri appartengono ai generi Odinia e Traginops ma non sono stati classificati. Non ci sono segnalazioni nel resto dell'Oceania, tuttavia, Gogan non esclude la possibilità di una presenza degli Odiniidae in quanto la famiglia è presente anche in condizioni di isolamento geografico (es. Isole Galapagos).
In Europa è rappresentata esclusivamente la sottofamiglia Odiniinae con 14 specie appartenenti ai generi Neoalticomerus, Odinia e Turanodinia, rispettivamente con una, undici e due specie.
In Italia sono presenti le specie Neoalticomerus formosus e Odinia boletina nel nord e Odinia maculata nella penisola.